# Saint-Quentin-sur-Sauxillanges
Saint-Quentin-sur-Sauxillanges är en kommun i departementet Puy-de-Dôme i regionen Auvergne-Rhône-Alpes i centrala Frankrike. Kommunen ligger i kantonen Sauxillanges som tillhör arrondissementet Issoire. År 2022 hade Saint-Quentin-sur-Sauxillanges 109 invånare.

## Befolkningsutveckling
Antalet invånare i kommunen Saint-Quentin-sur-Sauxillanges
| Referens: INSEE |